# Auguste Seysses
Auguste Seysses fue un escultor francés, nacido el año 1862 en Toulouse y fallecido el 1946, a los 84 años. Formó parte del grupo de los « Toulousains », alumnos de Alexandre Falguière en la escuela de Bellas Artes de París.

## Vida y obras
Expuso sus obras en el Salón de París a partir de 1884. De la década de 1880 son las esculturas Naïade (1888) y el yeso Mireille (1889). De la década de 1890 son Saint Saturnin , realizada hacia 1892, Pro Libertate (1894), La Mort de Sapho (1895) y el bronce Triomphe de Diane (1896).
En la década de 1900 realizó Le retour (1900), Le Lys (1903) y Le Soir de la vie (1907)·; también colaboró entre 1901 y 1902 con su amigo Alphonse Mucha, en la ejecución de la Femme aux lys. También es autor del monumento a los muertos en la guerra de 1870 en la localidad de Figeac, que ensalza la figura del capitán Pierre Auguste Anglade (1835-1870); el monumento fue instalado el 1907.
Del año 1914 es La Proie, lion et bélier.
De 1933 el busto del General Pierre Berdoulat (fr:) que está instalado en la localidad de Pinsaguel.

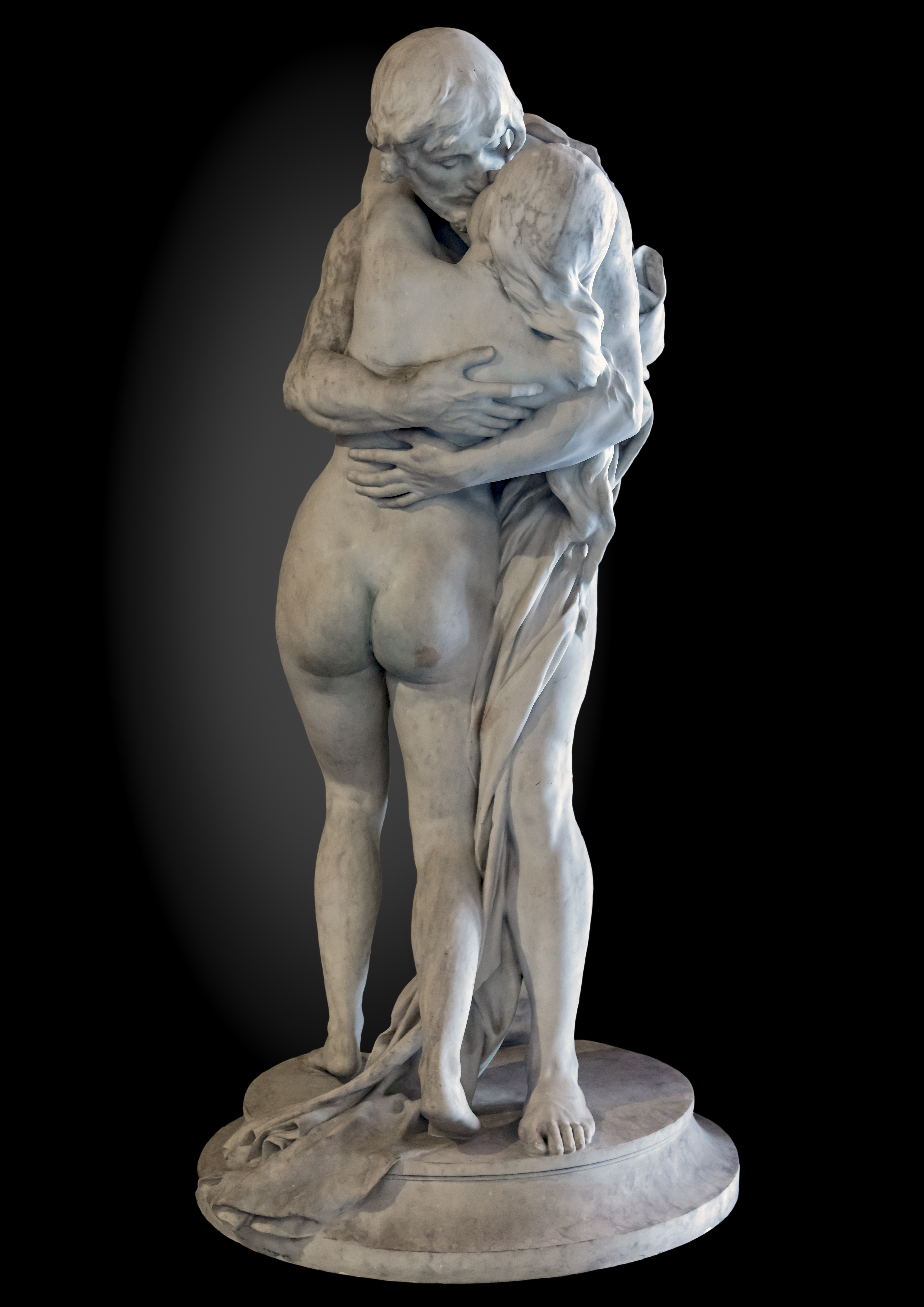
El regreso, Museo de los Agustinos